# Евстатий Шкорнов
Евстатий Шкорнов, известен като Дяконът, Дякон Евстатий или Черния войвода, е български революционер, войвода на Вътрешната македоно-одринска революционна организация в Ресенско.

## Биография
Роден е в 1873 година със светското име Георги Димитров Шкорнов (Шкорлев) в голямото костурско село Нестрам, тогава в Османската империя, днес Несторио, Гърция. Син е на Мария и Димитър Шкорнови, като баща му е търговец на вълна и 15 години е кмет на Нестрам. На 15 години става послушник в Зографския манастир, където приема името Евстатий. В 1896 година завършва българската католическа семинария в Солун. Служи като дякон в българската църква в румънската столица Букурещ, но в 1903 година е привлечен към македонското освободително движение от Даме Груев и се включва в четата на Борис Сарафов.
На Смилевския конгрес на Битолския революционен окръг на ВМОРО дякон Евстатий е избран за член на Горското началство в Гяватколския революционен район. Взема участие в Илинденско-Преображенското въстание, като след потушаването му остава в Македония и заедно с Даме Груев обикаля Битолския и Солунския революционен окръг. През 1906 - 1907 година е околийски войвода в Ресенско. През 1908 година е делегат на Кюстендилския конгрес на ВМОРО.
| Чета на Дякон Евстатий, 1905 година | Чета на Дякон Евстатий, 1905 година | Чета на Дякон Евстатий, 1905 година | Чета на Дякон Евстатий, 1905 година | Чета на Дякон Евстатий, 1905 година |
| Номер                               | Име                                 | Селище                              | Околия                              | Забележка                           |
| ----------------------------------- | ----------------------------------- | ----------------------------------- | ----------------------------------- | ----------------------------------- |
| 1.                                  | Дякон Евстатий                      | Нестрам                             | Костурска                           |                                     |
| 2.                                  | Коста Симеонов                      |                                     | Неврокопска                         |                                     |
| 3.                                  | Жечо Павлов                         | Шумен                               |                                     |                                     |
| 4.                                  | Димитър Върбанов                    | Шумен                               |                                     |                                     |
| 5.                                  | Велчо Ив. Загоров                   | Елена                               |                                     |                                     |
| 6.                                  | Петър Т. Станев                     | Ески Джумая                         |                                     |                                     |
| 7.                                  | Михаил Ставрев                      | Цапари                              | Битолска                            |                                     |
| 8.                                  | Трайче Блажев                       | Цапари                              | Битолска                            |                                     |
| 9.                                  | Стоян Георгиев                      | Света                               | Крушовска                           |                                     |
| 10.                                 | Дуко Наумов                         | Вранища                             | Охридска                            |                                     |
| 11.                                 | Александър Миленков                 | Новоселяни                          | Прилепска                           |                                     |
| 12.                                 | К. Яворов Крачолов                  | Чирпан                              |                                     |                                     |
| 13.                                 | Стефан Н. Аврамов                   | Чирпан                              |                                     | [ 6 ]                               |

През Балканската война дякон Евстатий е войвода на партизанска чета (взвод) №29 на Македоно-одринско опълчение, съставена от 14 души. Навлиза в Македония с четата на Григор Джинджифилов и водят сражение на връх Чавките. Поред освобождават Сборско (14.X), Кронцелево (18.X), Почеп (24.X) и други, а до 28.X прочистват от турски части Мъглен. Успява да се спаси от новоустановената гръцка власт и през Междусъюзническата война е в Сборната партизанска рота на МОО.
| Чета № 29 на МОО с командир Георги Шкорнов | Чета № 29 на МОО с командир Георги Шкорнов | Чета № 29 на МОО с командир Георги Шкорнов | Чета № 29 на МОО с командир Георги Шкорнов | Чета № 29 на МОО с командир Георги Шкорнов | Чета № 29 на МОО с командир Георги Шкорнов |
| Номер                                      | Име                                        | Години                                     | Околия                                     | Селище                                     | Бележка                                    |
| ------------------------------------------ | ------------------------------------------ | ------------------------------------------ | ------------------------------------------ | ------------------------------------------ | ------------------------------------------ |
|                                            | Георги Мустаков                            | 36                                         | Прищинско                                  | Прищина                                    |                                            |
|                                            | Григор Костов                              | 22                                         | Костурско                                  | Нестрам                                    |                                            |
|                                            | Димитър Г. Тоцев                           | 28                                         | Воденско                                   | Воден                                      |                                            |
|                                            | Йордан Лазаров                             | 29                                         | Софийско                                   | Ихтиман                                    |                                            |
|                                            | Константин Столев (Сталев, Станев)         | 22                                         | Воденско                                   | Воден                                      |                                            |
|                                            | Лазар Топков                               | 24                                         | Воденско                                   | Воден                                      |                                            |
|                                            | Радомир Атанасов                           | 43                                         | Воденско                                   | Воден                                      |                                            |
|                                            | Таше Китков                                | 23                                         | Воденско                                   | Воден                                      |                                            |
|                                            | Ташо Динев (Тасе Димов, Динов)             | 18-20                                      | Воденско                                   | Вълкоянево                                 |                                            |
|                                            | Таше Христов                               | 22                                         | Воденско                                   | Каменик                                    |                                            |
|                                            | Тома Николов                               | 20                                         | Воденско                                   | Воден                                      |                                            |
|                                            | Чичо Атанасов                              | 42                                         | Воденско                                   | Кронцелово                                 |                                            |

По време на Първата световна война служи в щаба на 11 македонска дивизия.
Участва в обединителния конгрес на Македонската федеративна организация и Съюза на македонските емигрантски организации от януари 1923 година.
Умира през 1935 година в София.
- Дякон Евстатий
- Четата на Шкорнов (в средата с черния калпак). Долу вдясно Константин Крачолов, над него Жечо Павлов (р. 1883 г. в Шумен) и Петър Станев (р.1884 г. в Търговище) вляво[24]
- Четата на Шкорнов с четите на Георги Мончев, Гоце Междуречки, Григор Джинджифилов, Стамен Темелков и Христо Цветков.
- Прави: Трайко Желевски, Пандо Сидов, Андон Юруков, Тома Желински и Георги Шкорнов, като македоно-одрински опълченци. Ксанти, април 1913 година.